# 谷美幸
谷 美幸（たに みゆき）は、アメリカ在住の作曲家、編曲家、ドラマー、リズムコーチ、サウンドデザイナー、都市計画家、社会起業家。第66回グラミー賞にノミネートされたMagic Slimと共演。第54回グラミー賞ノミネート候補アーティストCurits Kingのメインドラマーとして世界ツアーに同行し、近年は作曲家、パフォーマーのリズムコーチとしても活動している。

## 来歴
25歳から海外でプロドラマーとして活動し、第66回グラミー賞にノミネートしたMagic Slim、第54回グラミー賞ノミネート候補アーティストCurits Kingを含む、世界約60カ国のアーティストとの約700本の即興セッション、世界約10万人の前でドラムを披露してきた。1950年代〜1990年代のアメリカン・ポップス、ブルーズ、カントリー、ロックンロール、ファンク、ロックのすべてのビートを網羅しており、すべてのライブを即興で演奏している。
2024年から、作曲家「イクイ・ミナト」としてオーダーメイド楽曲の提供をスタート。
世界最大のファッションイベントNew York Textile Month 2024に、100年前の織り機の音をビートに使った「Woven by Fate」を提供した。2025年3月より、PARCOのVIP会員ラウンジにオーダーメイド楽曲を提供。同年3月に、三越日本橋本店にて、70万人が予約待ちのドライヘッドスパ、悟空のきもち。と、音のコラボレーションをしている。

## 経歴（詳細）

### 音楽家としての経歴
2002年、18歳で上京。バンタン芸術学院に入学し、音楽理論と各楽器演奏、DTMを学ぶ。同年、くるりのPV出演オーディションに合格し、「男の子と女の子」に出演した。(千の風になっての秋川雅史からコーラスを学んでいた。)
2003年、19歳のときにドラムに目覚める。元ザ・茶番ドラマーの原田哲也に師事。2006年、23歳のとき、GLAYサポートドラマーの永井利光、LINDBERGのベーシスト川添智久の才能を発掘した、ギタリスト米良治彦のバンドオーディションに合格。アメリカでの演奏経験がある米良治彦とのバンド活動を通して、海外活動を意識するようになった。
2008年、25歳から海外でプロドラマーとして活動し、2009年、26歳で、第54回グラミー賞ノミネート候補アーティストCurits Kingからオファーを受け、Japan Blues Festival 2009に出演。同イベントのために来日していた米国の音楽事務所 SAGEBRUSH PRPDUCTIONSのVice Director、Michael Blackmoreから、熱烈なスカウトを受け、マディ・ウォーターズやハウリン・ウルフなどの有名ミュージシャンを発掘し、アメリカンブルース界の偉人と呼ばれるMagic Slimと即興セッションにて共演を果たした。演奏力の高さと、ドラマーとしての実力がMagic SlimおよびMichael Blackmoreから高く評価され、同事務所にスカウトされている。
2010年から、The Curtis King Bandの海外ツアーにメイン・ドラマーとして同行し、ベトナムのHue Festival 2010、中華人民共和国の特別行政区マカオのChamber Concert Series at the "Clube Militar de Macau"に出演。2011年には、同じマカオの高級ホテルVenetian Macao-Resort-Hotelで、ジミ・ヘンドリックスの従兄弟であるRiki Hendrixとも共演している。
2011年からは、日本池袋のマイルスカフェにて、プロミュージシャンが集うセッションイベントに、SMAPのドラマーを務める友人、Jay Stixxと定期的に出演していた。あるとき、LAから来日していたドラマーDavid Cowanが、Miyukiのドラムが出すグルーヴに驚き、思わず演奏動画を撮影した。それ以来、交友を深め、2023年にDavid Cowanが准教授を務めるボストンのバークリー音楽大学を訪問。2025年から、グルーヴメソッドの共同開発を行っている。
2012年には、アフリカガーナのAfrican Beach Hotelで開催されたSummer Festival 2012に、現地のパーカッションを使ったソロ公演を行い、Best Woman Performance Awardを受賞した。
2010年から2015年にかけて、東京都内の英国ブリティッシュパブWhat the Dickens!、Ruby Room、Pink Cow、Cosmos Cafeなどに連日通い、世界約60カ国以上のアーティストと即興セッションを重ねている。2015年の時点で、海外ツアーを含めて、合計約700本以上のライブ、約10万人の前で即興セッションを行った。

### 都市計画家としての経歴
2008年より、オリエンタルコンサルタンツグローバル（元オリエンタルコンサルタンツ）に勤務。JICA専門家派遣として、都市交通インフラ開発計画や、国家間における海外投融資の事業計画作成案件に従事。総額数十兆円の事業計画を策定した。JETROおよび経済産業省の日本技術のインド進出支援事業メンバーにも選任されている。
2011年〜2016年の間に、世界12都市に滞在。
2018年、国家資格「技術士 建設部門 都市及び地方計画」に合格。

### リズムコーチ｜編曲家の経歴
2020年、アメリカへ移住。音楽プロデューサー、リズムコーチとしての活動を開始した。。
2021から2022年にかけて、渋谷区の子育て支援施設「すぽっと！」の英語教育プログラム教材をプロデュースした。。「すぽっと！」は、元テニスプレイヤー杉山愛選手の母で、コーチ、医学博士である杉山芙沙子氏が館長を務めている。同施設で、杉山愛選手の妹で元プロゴルファーの杉山舞選手が務めるスマイルシップ・プログラムにおいて、0歳から10歳の子どもたちの足の動きを解析し、体の動きに連動したビートを制作。アメリカンPOPS調にアレンジした楽曲を提供している。また、英語音楽教材では、童謡35曲をジャズ、ラテン、ロックなど世界各国の音楽ジャンルに編曲し、英語の言語リズムを音楽で表現した、75曲の音楽プロデュースを手がけている。。マーケティングやクラウドファンデングも手掛け、150万円の支援金を集めている。同フォニックス教材にも、オリジナルのビートトラックを提供し、初回発行分1000冊が即完売。これらの教材は英語教育関係者を中心に、全国の幼保園および小学校に導入されている。また、同年より、リズムコーチ、グルーヴ教育の講座開発に取り組む。

### 社会起業家の経歴
2024年6月、アメリカ法人ONTSUBU LLCを設立し、代表に就任。
同年9月、韓国発ぼーっとする大会を日本で開催する株式会社VIS社外取締役に就任した。

### 作曲家の経歴
株式会社VISの代表取締役でファウンダー、プロデューサーでもある古井敬人の提案により、2024年、サウンドウェルネス作曲家「イクイ・ミナト」としての活動を開始。楽曲提供をスタート。
アメリカニューヨークで開催されるNew York Textile Month 2024にて、初の楽曲を発表。約100年の福岡伝統工芸・久留米絣の織り機の音をビートに使い、20代に人気のあるLofi House調に仕上げた「Woven by Fate」を提供した。国際ファッション専門職大学修士課程のファッション展示「Tradition into the future」にて使用されている。
2025年3月より、PARCOVIP会員向けラウンジにオーダーメイド楽曲を提供。同じく3月に、三越伊勢丹の日本橋本店にて、70万人が予約待ちの大人気ドライヘッドスパ、悟空のきもち。と音のコラボレーションをしている。
2025年7月、大阪・心斎橋のPARCO内にある招待制VIPラウンジにて、トークライブイベント「音と映像ー感性だけでつながる時間」が開催された。本イベントは日本初開催となり、モデレーターは「道草」主宰の志知純子が務めた。チケットは増席後も完売し、イベントレポートはPR TIMESに掲載され、33以上のメディアに取り上げられた。。

志知は、自然と共にある暮らしや感性の場づくりを行うコミュニティプロデューサーであり、岩手県・遠野市を拠点に活動している。また、元ミリオンヒット音楽プロデューサーで作家の四角大輔が主宰するオンラインコミュニティにて、コミュニティプロデューサーも務めている。